# Mistrovství světa v ledním hokeji 2004 (Divize I)
Mistrovství světa v ledním hokeji (Divize I) se probíhala ve dnech 4. dubna–18. dubna 2004 ve městech Oslo (Skupina A) a Gdaňsk (Skupina B).

## Skupiny

### Skupina A
| Poř. | Země           | Z | V | R | P | Skóre | B  |
| ---- | -------------- | - | - | - | - | ----- | -- |
| 1.   | Bělorusko      | 5 | 5 | 0 | 0 | 34:9  | 10 |
| 2.   | Norsko         | 5 | 3 | 1 | 1 | 31:14 | 7  |
| 3.   | Nizozemsko     | 5 | 2 | 1 | 2 | 21:22 | 5  |
| 4.   | Maďarsko       | 5 | 2 | 1 | 2 | 20:24 | 5  |
| 5.   | Velká Británie | 5 | 1 | 1 | 3 | 18:18 | 3  |
| 6.   | Belgie         | 5 | 0 | 0 | 5 | 7:44  | 0  |

 Belgie -  Bělorusko 0:10 (0:2, 0:0, 0:8)
12. dubna – Oslo
 Velká Británie -  Maďarsko 3:5 (1:1, 0:1, 2:3)
12. dubna – Oslo
 Nizozemsko -  Norsko 0:8 (0:2, 0:1, 0:5)
12. dubna – Oslo
 Maďarsko -  Belgie 6:4 (3:2, 1:2, 2:0)
13. dubna – Oslo
 Bělorusko -  Nizozemsko 7:2 (3:1, 1:1, 3:0)
13. dubna – Oslo
 Norsko -  Velká Británie 4:4 (1:2, 0:1, 3:1)
13. dubna – Oslo
 Bělorusko -  Velká Británie 5:4 (2:0, 2:2, 1:2)
15. dubna – Oslo
 Belgie -  Nizozemsko 2:11 (0:3, 0:5, 2:3)
15. dubna – Oslo
 Norsko -  Maďarsko 6:4 (2:3, 0:0, 4:1)
15. dubna – Oslo
 Nizozemsko -  Velká Británie 4:1 (0:0, 2:0, 2:1)
16. dubna – Oslo
 Maďarsko -  Bělorusko 1:7 (1:2, 0:1, 0:4)
16. dubna – Oslo
 Norsko -  Belgie 11:1 (2:0, 6:0, 3:1)
16. dubna – Oslo
 Velká Británie -  Belgie 6:0 (4:0, 1:0, 1:0)
18. dubna – Oslo
 Maďarsko -  Nizozemsko 4:4 (2:1, 1:1, 1:2)
18. dubna – Oslo
 Bělorusko -  Norsko 5:2 (2:2, 1:0, 2:0)
18. dubna – Oslo

### Skupina B
| Poř. | Země      | Z | V | R | P | Skóre | B  |
| ---- | --------- | - | - | - | - | ----- | -- |
| 1.   | Slovinsko | 5 | 5 | 0 | 0 | 33:5  | 10 |
| 2.   | Itálie    | 5 | 4 | 0 | 1 | 26:7  | 8  |
| 3.   | Polsko    | 5 | 2 | 1 | 2 | 25:14 | 5  |
| 4.   | Estonsko  | 5 | 2 | 1 | 2 | 26:23 | 5  |
| 5.   | Rumunsko  | 5 | 1 | 0 | 4 | 9:35  | 2  |
| 6.   | Korea     | 5 | 0 | 0 | 5 | 7:42  | 0  |

 Rumunsko -  Estonsko 3:6 (2:3, 0:0, 1:3)
12. dubna – Gdaňsk
 Jižní Korea -  Slovinsko 2:10 (0:4, 1:4, 1:2)
12. dubna – Gdaňsk
 Itálie -  Polsko 4:0 (1:0, 2:0, 1:0)
12. dubna – Gdaňsk
 Estonsko -  Jižní Korea 11:0 (3:0, 2:0, 6:0)
13. dubna – Gdaňsk
 Slovinsko -  Itálie 4:0 (3:0, 1:0, 0:0)
13. dubna – Gdaňsk
 Polsko -  Rumunsko 9:0 (2:0, 3:0, 4:0)
13. dubna – Gdaňsk
 Slovinsko -  Rumunsko 8:0 (1:0, 3:0, 4:0)
15. dubna – Gdaňsk
 Jižní Korea -  Itálie 1:7 (1:3, 0:3, 0:1)
15. dubna – Gdaňsk
 Polsko -  Estonsko 6:6 (3:2, 1:1, 2:3)
15. dubna – Gdaňsk
 Itálie -  Rumunsko 8:1 (2:1, 2:0, 4:0)
16. dubna – Gdaňsk
 Estonsko -  Slovinsko 2:7 (0:4, 1:2, 1:1)
16. dubna – Gdaňsk
 Polsko -  Jižní Korea 9:0 (4:0, 4:0, 1:0)
16. dubna – Gdaňsk
 Rumunsko -  Jižní Korea 5:4 (0:0, 0:1, 5:3)
18. dubna – Gdaňsk
 Estonsko -  Itálie 1:7 (0:4, 1:2, 0:1)
18. dubna – Gdaňsk
 Slovinsko -  Polsko 4:1 (2:0, 2:0, 0:1)
18. dubna – Gdaňsk